# ماركوس ماتشادو
ماركوس ماتشادو (8 يوليو 1957 في البرازيل - ) هو لاعب كرة قدم برازيلي في مركز حراسة المرمى. لعب مع ناسيونال ماديرا.